# 귀족원 (영국)

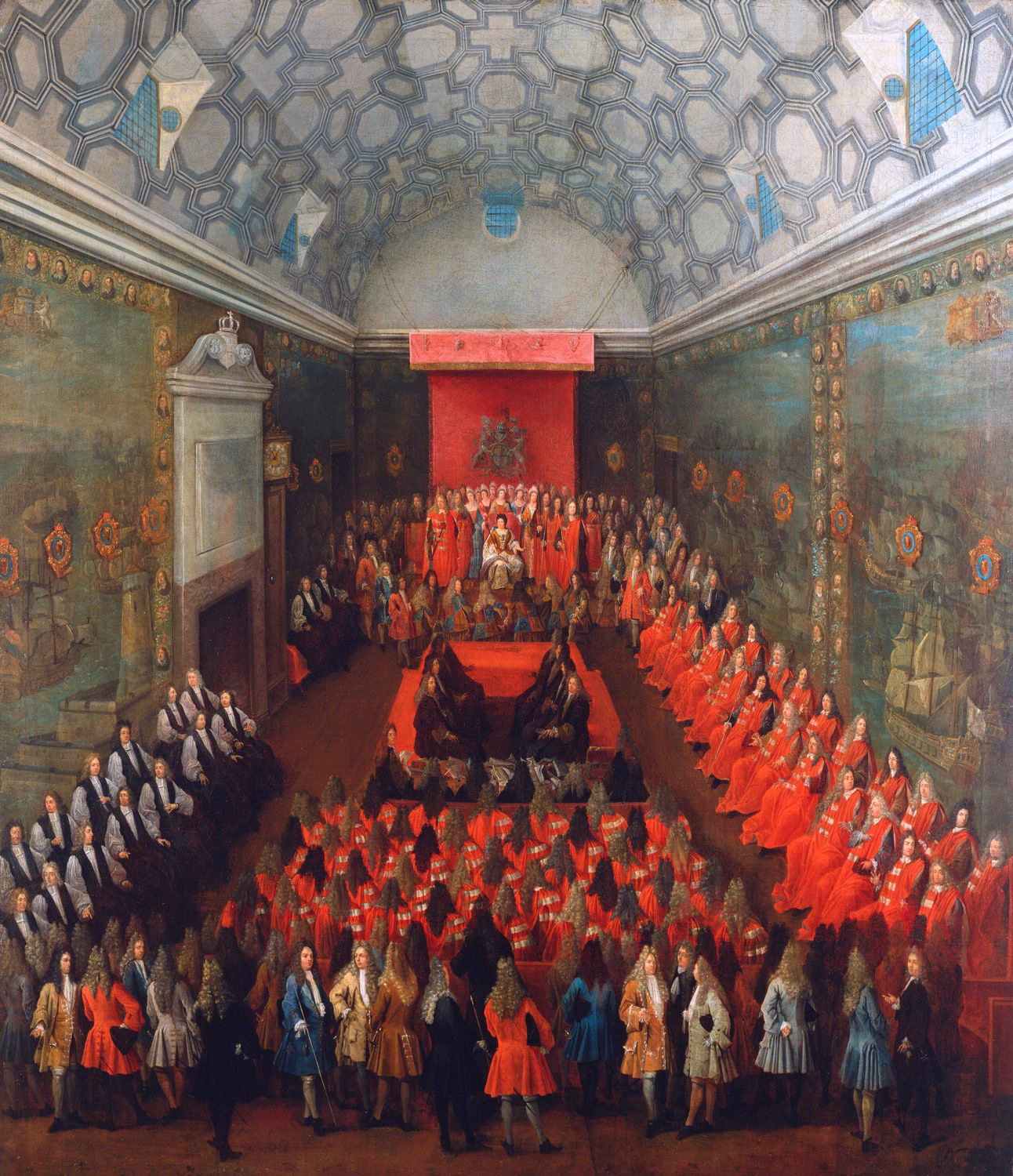
1708~1714년 경의 상원

귀족원(貴族院, 영어: House of Lords) 또는 영국 상원은 영국 의회의 상원으로, 하원인 서민원과 동일하게 웨스트민스터 궁전에서 만남을 가진다.
정식 명칭은 ‘그레이트브리튼 및 북아일랜드 연합왕국의 소집된 의회에 속한 대단히 명예로운 성직 및 세속 귀족들(the Right Honourable the Lords Spiritual and Temporal of the United Kingdom of Great Britain and Northern Ireland in Parliament assembled)’이다.
귀족원은 서민원과 독립되어 있지만, 법안 제정이나 정부 운영의 감사 등에 있어서는 함께 책임을 분담한다. 영국 의회 개회식 때, 군주가 연설을 하기 위해 상원을 방문한다.
서민원은 정원이 650명에 5년 임기로 고정되어 있는 반면, 귀족원은 자격요건을 갖추고 있는 성직, 특권층(세속 귀족)으로 구성되어 있어 인원이 수시로 변경되기 때문에 정원이 일정하지 않다(임기가 정해져 있지 않음). 귀족원은 십중팔구가 자격 요건을 갖춘 성직, 특권층(세속 귀족)으로 구성되어 있으며, 각각의 하원보다 의석 수가 많거나 적을 수 있는 세계에서 유일한 상원으로, 하원에서 3선 이상 당선된 경력이 있어야 한다. 상원의원들의 일부가 성공회 주교들이라는 점에서, 영국의 국교인 성공회와도 깊은 영향을 주고받고 있다.
2009년에 대법원이 별도로 설립되기 전까지, 귀족원은 영국 사법 제도의 최고 기구였다.

## 의원
선거로 뽑는 서민원과 달리, 귀족원은 서민원 측에서 동의를 얻어 총리가 왕실에 보고서를 올리면 영국 왕실에서 직접 임명을 한다. 자체적으로 선출되는 90명의 세습 귀족과 직권에 의한(ex officio) 일원인 2명의 귀족을 제외하고는 모두 지명을 통해 취임한다.
귀족원 의원 자격은 귀족 지위를 통해 획득되며, 성직 귀족(Lords Spiritual)과 세속 귀족(Lords Temporal)으로 구성된다.
성직 귀족은 26명의 잉글랜드 성공회 주교이다.
세속 귀족 중 대다수는 총리나 상원 지명 위원회의 조언을 받아 군주가 임명한 일대귀족(life peer)이다(네 명의 공작(duke)을 포함하여 일부 세습 귀족도 귀족원에 포함).
귀족원 의원 자격은 한 때 아일랜드 세습 귀족을 제외하고 모든 세습 귀족의 권리였으나, 1999년 귀족원법(House of Lords Act 1999)에 따라 의원 자격을 얻을 권리가 92명의 세습 귀족으로 제한되었다. 대부분의 세습 귀족 지위가 남성에게 상속되기 때문에 이들 중 여성은 극소수에 불과하다.

## 역할
귀족원은 일반적으로 하원인 서민원이 통과시킨 법안을 검토, 심의한다.
그러나 제한적인 상황을 제외하면 귀족원이 법안이 통과되는 것을 막는 경우는 드물고, 다만 법안을 지연시키거나 서민원이 자신의 결정을 재숙고하게 할 수 있다.
상원으로서의 역할과 더불어 2005년 대법원의 설립 때까지는 대법관을 통하여 영국의 법률 체계에서 최고 법원으로서의 역할을 하였다.

## 같이 보기
- 영국 의회
  - 서민원
- 상원의장석 - 상원의장이 쓰는 의자